# Воловиченко Андрій Іванович
Андрі́й Іва́нович Воловиче́нко (5 травня 1938, с. Бране Поле — 18 грудня 1995, Київ) — педагог, доктор педагогічних наук (1990), автор навчальних посібників з трудового навчання.

## Біографічні дані
Народився 5 травня 1938 року в с. Бране Поле.
У 1973 році закінчив Київський педагогічний інститут. 
З 1969 по 1974 рік — працював учителем. З 1974 по 1978 рік — молодший науковий співробітник, з 1979 по 1980 — старший науковий співробітник НДІ педагогіки УРСР; з 1980 по 1993 — завідувач відділу трудового навчання видавництва «Радянська школа» (Освіта); з 1993 — заступник проректора з навчальної роботи, водночас професор, з 1994 року — завідувач кафедри профтехпедагогіки Українського інституту підвищення кваліфікації керівних кадрів освіти.
Помер 18 грудня 1995 року в Києві.

## Наукова робота
Розробляв проблеми наукової організації праці, трудового навчання, ергономіки. Співавтор підручників та посібників з трудового навчання.

### Основні праці
За ЕСУ:
- Трудове навчання, виховання і профорієнтація. — 1981 (співавтор);
- Наукова організація праці у міжшкільних комбінатах. — 1982;
- Совершенствование организации трудового обучения в школьных мастерских. — 1987; (усі — Київ).[1]